# علاء الدين مزروقي
علاء الدين مرزوقي (بالفرنسية: Alaeddine Marzouki)، ولد في 3 يوليو 1990 في تونس يلعب في نادي هجر السعودي.

## روابط خارجية
- علاء الدين مرزوقي على موقع قاعدة بيانات كرة القدم.إي يو (الإنجليزية)
- علاء الدين مرزوقي على موقع عالم كرة القدم.نت (الإنجليزية)